# 奧布賴恩峰
85°28′S 156°42′W / 85.467°S 156.700°W
奧布賴恩峰（英語：O'Brien Peak），是南極洲的山峰，位於阿蒙森海岸，處於梅迪納峰北端以西6公里，海拔高度670米，在1929年由美國探險隊發現，現時由南極條約體系管理。